# Cycas platyphylla
Cycas platyphylla K.D.Hill, 1992 è una pianta appartenente alla famiglia delle Cycadaceae, diffusa in Australia.

## Descrizione
È una cicade con fusto eretto, raramente ramificato, alto sino a 4 m e con diametro di 17-22 cm.
Le foglie, pennate, lunghe 100-150 cm, sono disposte a corona all'apice del fusto e sono rette da un picciolo lungo 12-24 cm, spinescente; ogni foglia è composta da 60-130 paia di foglioline lanceolate, di colore da verde glauco a verde brillante, con margine intero, lunghe mediamente 14-16 cm, inserite sul rachide con un angolo di 45-60°.
È una specie dioica con esemplari maschili che presentano microsporofilli disposti a formare strobili terminali di forma fusiforme, lunghi 15-20 cm e larghi 8-11 cm, di colore bruno-arancio ed esemplari femminili con macrosporofilli con l'aspetto di foglie pennate lunghe 16-32 cm, ricoperte da un tomento di colore bruno, che racchiudono gli ovuli, in numero di 4-6.
I semi sono grossolanamente ovoidali, lunghi 32-40 mm, ricoperti da un tegumento di colore arancio-brunastro a maturità.

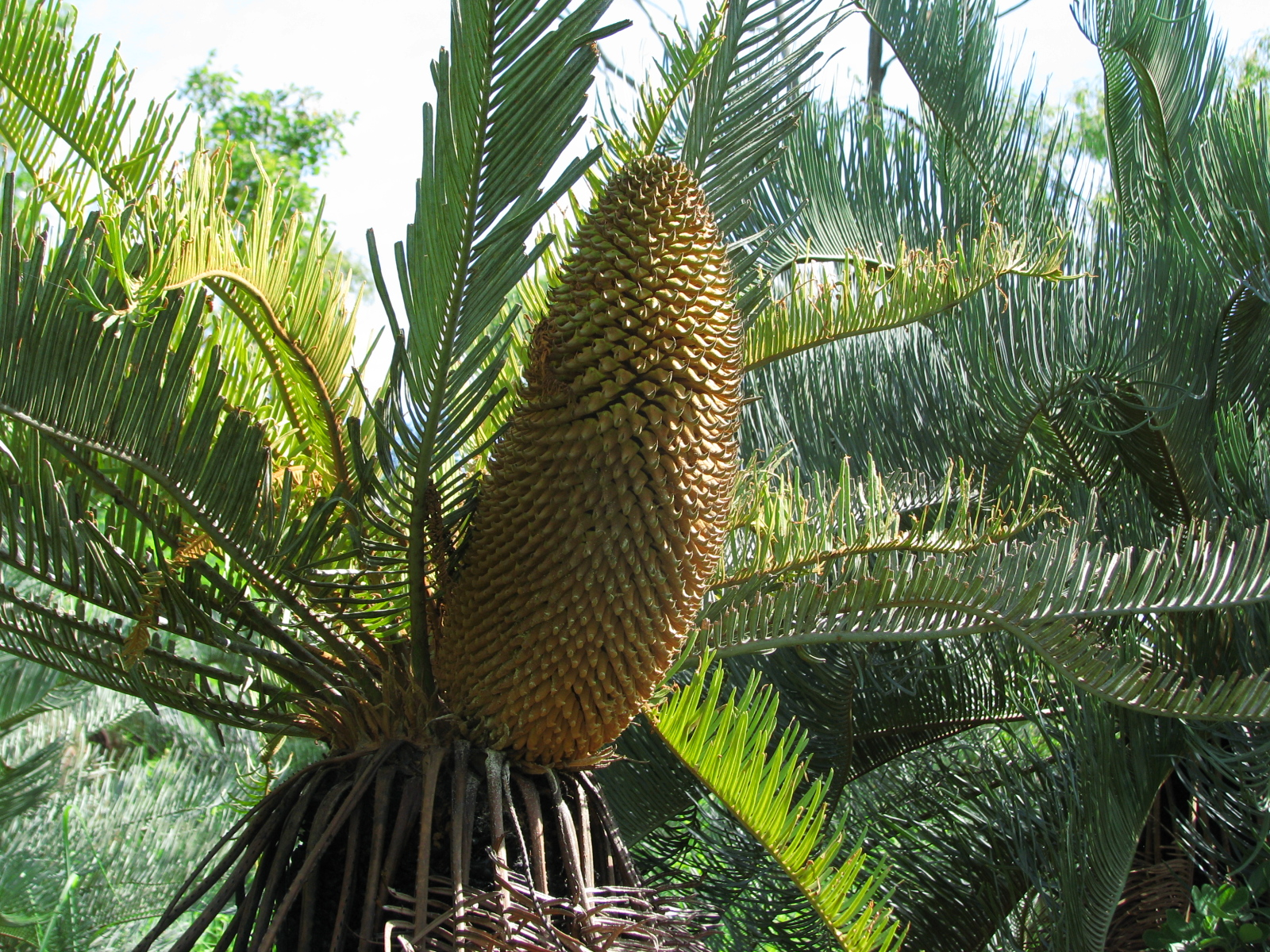
Cono maschile
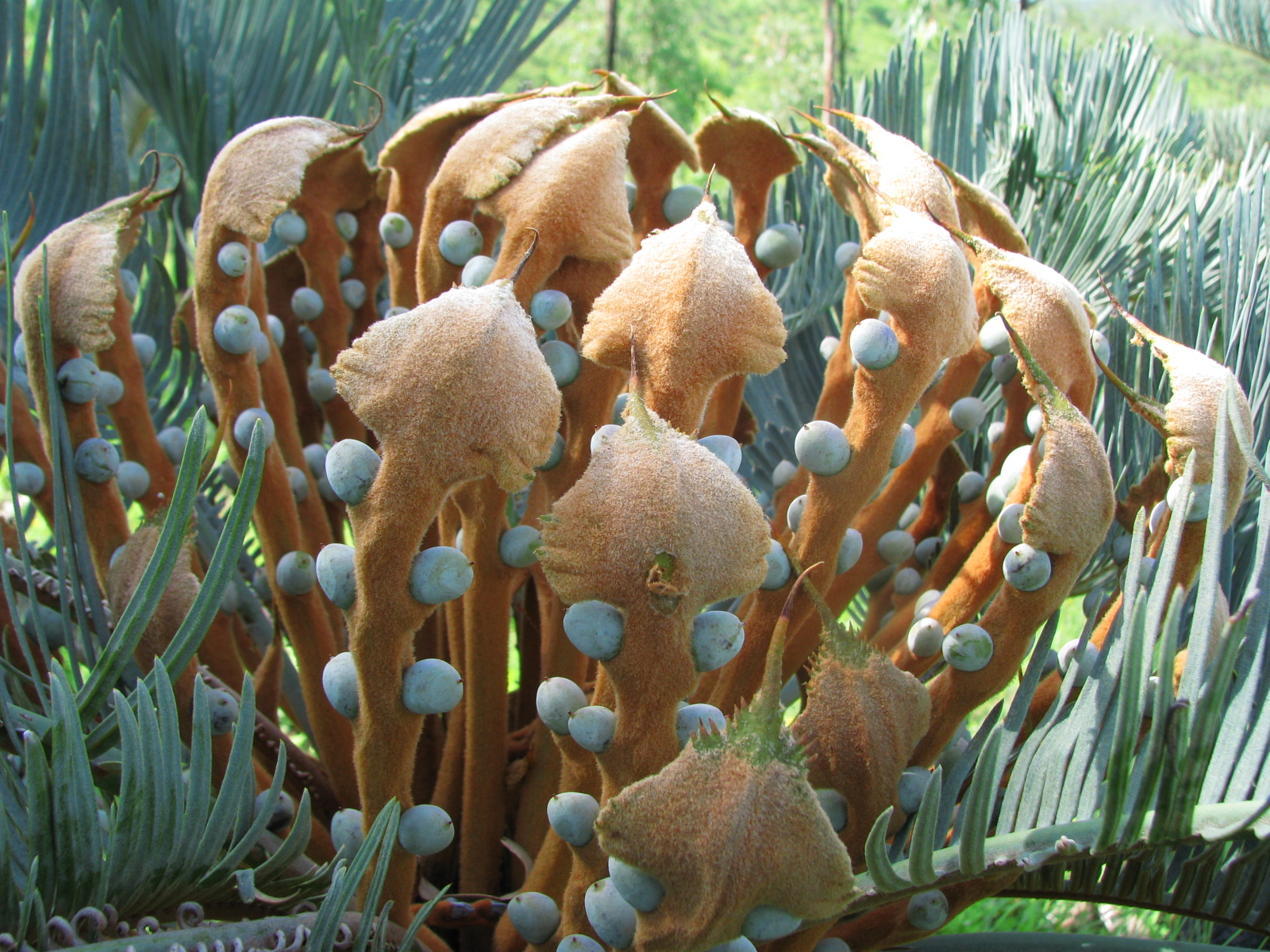
Cono femminile

## Distribuzione e habitat
La specie è presente, con due popolazioni disgiunte, nel Queensland, nell'Australia nord-occidentale.
Il suo habitat sono le radure nei pressi di foreste di Eucaliptus, che si sviluppano su terreni argillosi superficiali formatisi su substrati vulcanici, da 400 a 750 m di altitudine.

## Conservazione
La IUCN Red List classifica C. platyphylla come specie in pericolo di estinzione (Endangered).

La specie è inserita nella Appendice II della Convention on International Trade of Endangered Species (CITES)